# Lifesaver

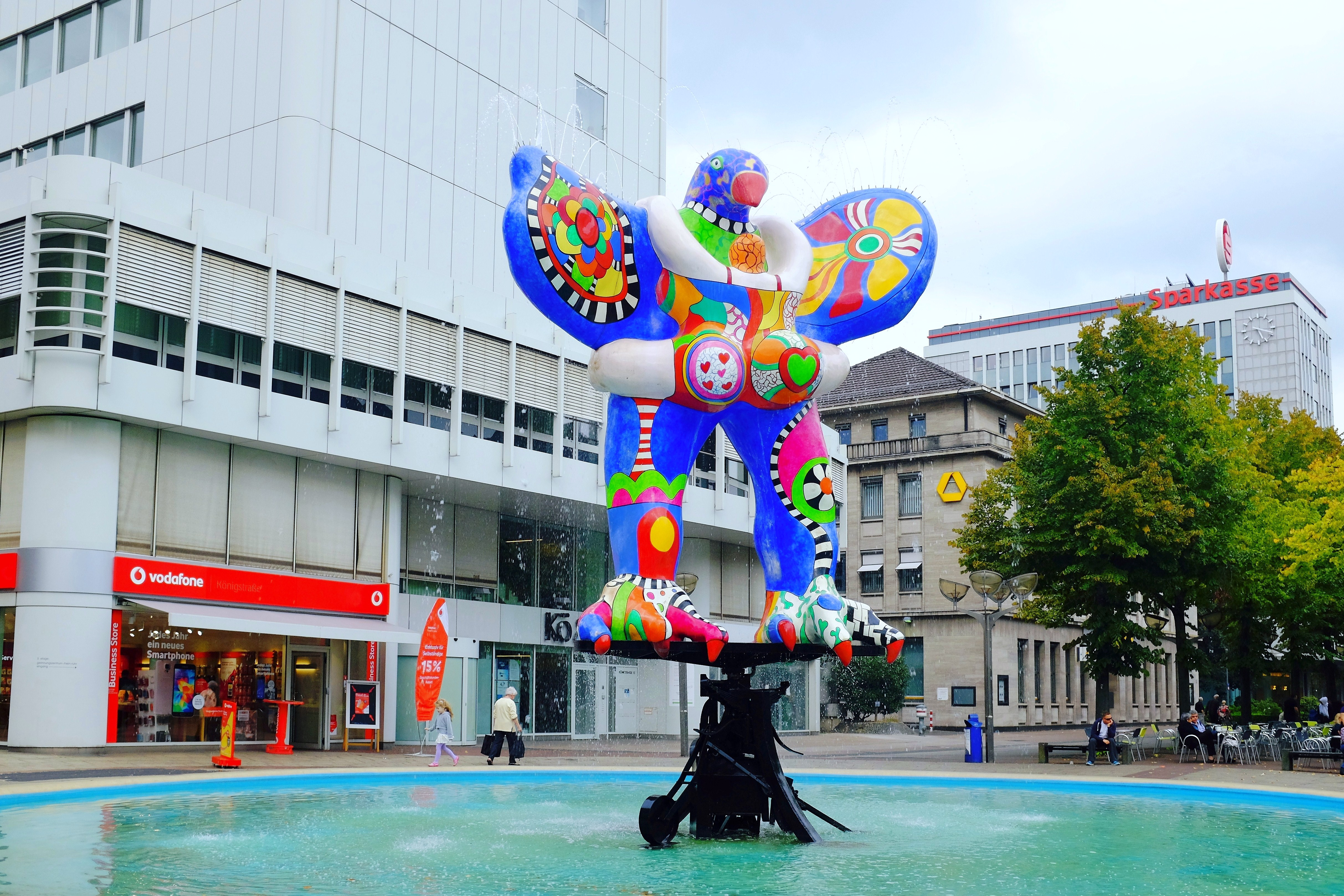
Der Lifesaverbrunnen in Duisburg

Lifesaver (auch Lifesaverbrunnen; Livesaver; fälschlicherweise Livesavor) ist der Name eines Brunnens an der Kreuzung Königstraße/Am Burgacker/Düsseldorfer Straße in der Duisburger Stadtmitte. Er entstand als wichtiges Element der sogenannten Brunnenmeile und wurde von den Künstlern Niki de Saint Phalle und Jean Tinguely geschaffen.

## Geschichte
Der Wettbewerb für die Ausgestaltung der einzelnen Standorte der Duisburger Brunnenmeile begann im Jahr 1990/1991. Ursprünglich war eine Arbeit Niki de Saint Phalles an der Kreuzung Königstraße/Steinsche Gasse geplant. Jean Tinguely sollte einen weiteren Brunnen am König-Heinrich-Platz realisieren. Der überraschende Tod Tinguelys führte zu einer Veränderung der Pläne. Deshalb griff man auf einen Brunnenunterbau des Künstlers zurück, der aus einer Zusammenarbeit mit Niki de Saint Phalle in deren Pariser Atelier hervorging.
Die Kosten des Brunnens beliefen sich auf fast zwei Millionen DM, weswegen die Lokalpresse bald gegen das Projekt wetterte. In der Zeit vor der Aufstellung wurde der Brunnen aufgrund des geplanten Erscheinungsbildes als „Pleitegeier“ bezeichnet. In der Öffentlichkeit wurde daneben die Schließung von sozialen Einrichtungen mit der Förderung der Brunnenmeile in Verbindung gebracht. Außerdem erregte die Farbgebung des Brunnens Anstoß, sodass er den Spitznamen „bunt lackiertes Riesenhuhn“ erhielt. Niki de Saint Phalle war begeistert, dass ihre Kunst noch immer für Aufregung sorgte.
Der Brunnen wurde im Sommer 1993 in zentraler Lage an der Kreuzung von Königstraße, Am Burgacker und Düsseldorfer Straße aufgestellt. Bis 1942 war hier das Bismarck-Denkmal zu finden gewesen. Im Winter des gleichen Jahres besuchte die Künstlerin die Stadt. Aufgrund der fehlenden Entkalkung des Wassers in der Brunnenkammer muss der Brunnen regelmäßig gereinigt und die Farben erneuert werden. Die letzte Restaurierung fand im Jahr 2016 statt. Der Lifesaverbrunnen hat sich zu einem Wahrzeichen der Stadt Duisburg entwickelt, der auf vielen Darstellungen der Stadt zu finden ist.

## Beschreibung

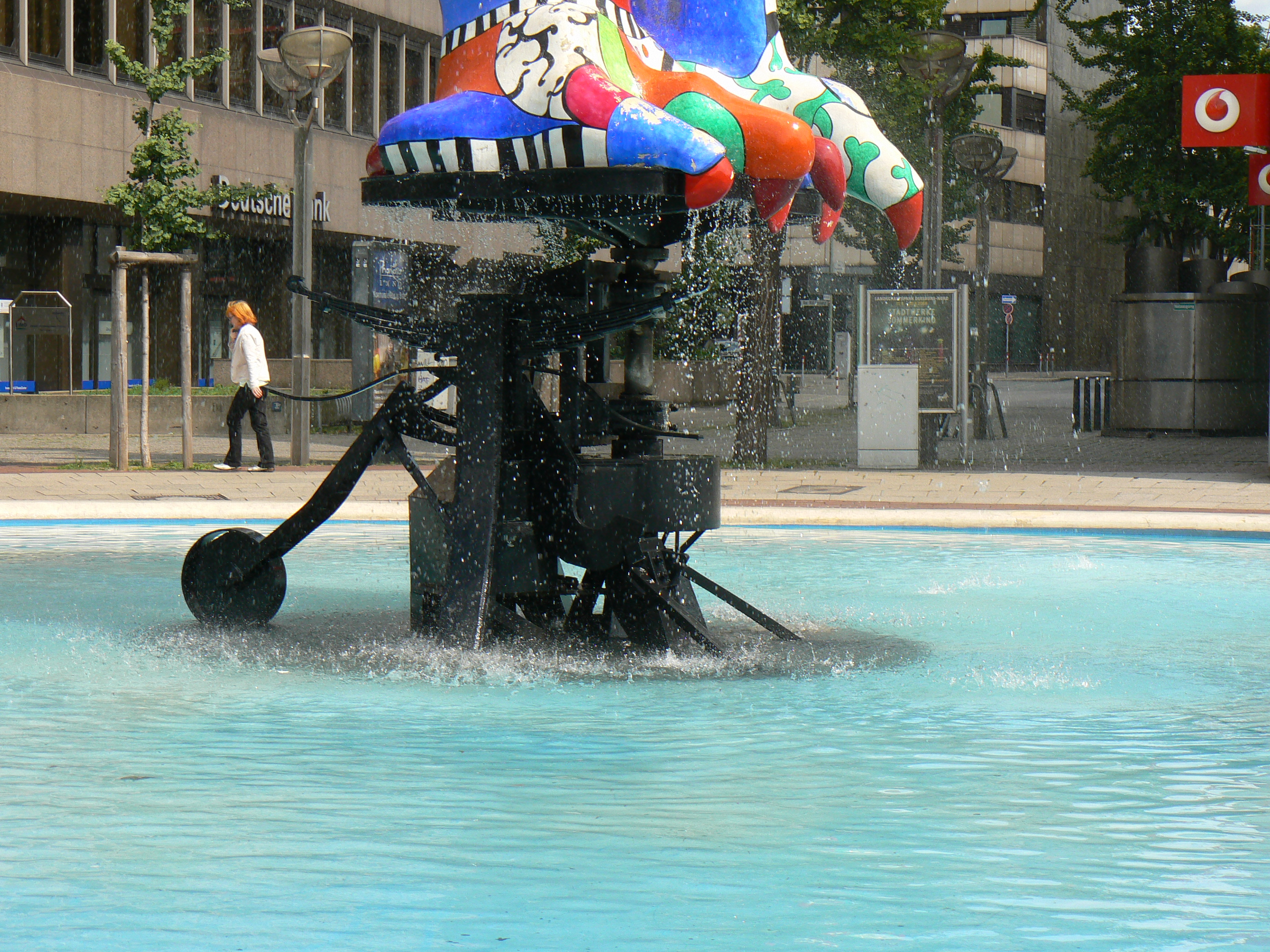
Der nach einem Modell von Jean Tinguely geschaffene Unterbau der Figur

Aufgrund der kontrastreichen Bemalung weist der Lifesaverbrunnen eine große Raumwirkung auf. Die Figur besitzt eine Höhe von ca. 5 Metern. Sie steht auf einem etwa 2,20 Meter hohen, stählernen Sockel. Die Figuren sind aus Polyester geschaffen, die mit einer Teflonfarbbeschichtung bemalt wurden. Sie wird von den gleichzeitig entstandenen Arbeiten de Saint Phalles im phantastischen Arbeiten in der Toskana geprägt: Dargestellt ist ein mythisches Mischwesen, das als mütterlicher Vogel erscheint. Wie ein Kind klammert sich eine weibliche Figur an das Wesen. 
Die Elemente gehen bereits auf ältere Arbeiten der Künstlerin zurück. So spielt der blau grundierte Vogel auf den „Großen Verliebten Vogel“ aus dem Jahr 1974 an, dieser wurde als „Feuervogel“ am Strawinski-Brunnen in Paris bereits als Brunnenfigur verwirklicht. Die rothaarige, weibliche Figur, deren Gesicht vom Vogel verdeckt ist, erinnert an die Nanas, die seit 1964 zu den wichtigsten Werken Niki de Saint Phalle gehören.
Das kreisförmige Wasserbecken unterhalb der Figur war ursprünglich farbig geplant. Da hierfür allerdings die Mittel fehlten, wurde es lediglich in schwarzer Farbe gehalten. Der nur als Modell vorhandene Sockel Tinguelys wurde im Stahlwerk Sommer nachgebildet, wobei auch einige gefundene Stahl-Elemente in den Aufbau eingefügt wurden. Er erinnert an den ebenfalls von Tinguely geschaffenen Fasnachts-Brunnen vor dem Basler Stadttheater, weist aber größere Dimensionen auf. Der Sockel ist drehbar. Das Wasser fließt aus den Flügeln und dem Kopf des Lifesavers. 